# Lonas
Lonas là một chi thực vật có hoa trong họ Cúc (Asteraceae).

## Loài
Chi Lonas gồm các loài: